# Coryssocnemis discolor
Coryssocnemis discolor är en spindelart som beskrevs Cândido Firmino de Mello-Leitão 1918. 
Coryssocnemis discolor ingår i släktet Coryssocnemis och familjen dallerspindlar. Inga underarter finns listade i Catalogue of Life.